# 丫鬟
丫鬟是東亞古代至20世紀初年的婢女或女僕，又稱侍女，粵語稱妹仔，日語稱為下女。由於東亞傳統社會奴婢、長工分別不明顯，因此無論是賣身為婢還是長期受僱幫傭的女子都稱為丫鬟。「丫鬟」原本是指中國傳統妇女的1种髮型——“双环髻”（又称“垂环”），多为年輕女僕或婢女采用，后逐渐变为她们的代名词。
丫鬟是底層無工資的女傭，經常比富豪買進來分擔家務。主人對丫鬟有終身約束權力，主人可以任意買賣或典押，也有權決定丫鬟的婚嫁。有些丫鬟會受到主人虐待，而有些會被男主人看上而成為寵婢、納為妾侍甚至成為妻子。亦有些丫鬟受到主人厚待，與主人感情深厚。
在中國傳統文化中,一個家庭需要一個男性後代。很多窮困的父母因無法養育太多孩子，有時會殺害剛出生的女嬰，有鉴于此，把不願要的女孩賣掉变成了一个被接受的替代方案。 這種做法在二戰前也很普遍出現在香港、新加坡和東南亞其他地區。

## 香港

### 妹仔
香港妹仔一般從4歲至13歲買入，待至10至12歲投入工作，服務到20歲由主人為他們擇偶嫁人。買賣合約可分爲開身契和坐地契，開身契的父母不能贖回女兒，坐地契的父母可以用錢贖女兒，婚姻亦需要父母批准。

### 十九世紀末的爭議
1844年2月28日，香港通過第一條法例禁止奴隸制度，但大多數華人認為該法例不適用於妹仔習俗。
1873年，香港第七任港督堅尼地頒布《保護中國婦女及取締買良為娼條例》，禁止逼良為娼等行為，但未能達到成效。
1879年10月，正按察司司馬理( John Smale)在一份判詞中指出，蓄婢風俗違反英國和香港奴隸制禁令。此判決引起華商強烈反對，他們上書港督軒尼詩申辯，認為第一任港督義律在1841年2月發出的公告允許香港華人遵從傳統習俗，並強調奴隸制與蓄婢習俗之間的差別。同時，華商提議設立保良公局，以改善拐賣兒童風氣。1880年軒尼詩批准計劃，1882年保良局條例成立，以保護被拐之婦女幼童。

### 二十世紀初的反蓄婢運動
1917年，一宗妹仔失蹤案引發社會爭議，事件日益擴大，直到1919年，皇家海軍少校之妻希士路活夫人（Clara Haslewood）在報章發表反蓄婢意見，引起激烈反響。1921年，香港成立「反對蓄婢會」，以華人為主，主張基於人權廢除蓄婢。
1922年，在英國的報刊運動和議員(包括下議院的約翰·沃德)的支持下，殖民地事務大臣温斯顿·丘吉尔承諾香港的妹仔制度將在一年內被廢除。在英國議會的壓力下，香港立法局於1923年制定了《女傭服務條例》，禁止進一步輸入和轉移妹仔。然而，對所有妹仔進行登記的要求被推遲。這項新法律從未被認真執行。
1924-1926年臨時奴隸委員會(TSC)提交的中國奴隸制度報告描述了妹仔貿易，妹仔问题一时成為國際關注的焦點。然而香港政府卻拒絕提供任何信息，辩称理由是香港沒有奴隸制度。
1926年，英國成為國際聯盟奴隸公約的簽約國之一，妹仔問題再度受到國際關注。面對強大的政治壓力，香港政府於1929年頒布了《女傭服務條例》修正案。所有妹仔必須登記，並付薪金。1938年再度立法強制所有養女都須向華民政務司登記，以及不允許再進行登記和交易。

## 澳门
16世紀時，在澳門窮困的家庭出售女兒去做長達40年的家庭傭工是很普遍的做法。隨著葡萄牙人在澳門的定居，他們開始建立了以妹仔為基礎的娼館,但遭到了官方的干預。

## 美国
19世紀，大量中國工人移民到美國。1882年的《排華法案》阻止了中國工人階層男性召喚妻子來美，也不允許他們在某些州與非中國人結婚。因此，許多中國女孩和年輕婦女以特權階層的妻子或女兒的身份偽造證件而移民。她們大多在舊金山灣區的天使島上登陸，後被賣作家庭傭工。隨著年齡增長，她們常常被轉賣到妓院。妹仔成為舊金山基督教改革者的目標。舊金山華埠的長老會傳教士救助了一些遭受虐待的中國女孩和婦女。
儘管当地改革者的努力，妹仔制度一直延續到20世紀初期。